# 金曜ファミリープレゼント
『金曜ファミリープレゼント』（きんようファミリープレゼント）は、1992年10月16日から同年12月25日までテレビ朝日系列局で編成されていた朝日放送（ABCテレビ）制作の単発特別番組枠の名称。全10回。編成時間は毎週金曜 21:00 - 21:54 (JST) 。

## 概要
同時間帯で放送されていた『素敵にドキュメント』がやらせ発覚によって同年9月に打ち切られたことから、急遽その穴埋め枠として編成された。

## 放送された企画
| 回                                                                                         | 放送日   | 番組名                                                |
| ------------------------------------------------------------------------------------------ | -------- | ----------------------------------------------------- |
| 1                                                                                          | 10月16日 | 空前の激戦! いまこそプロ野球!!                        |
| 2                                                                                          | 10月23日 | ふるさと結婚騒動                                      |
| 3                                                                                          | 10月30日 | クイズ青春映画グラフィティ                            |
| 4                                                                                          | 11月6日  | 感激のゴール! 上岡龍太郎'92シカゴマラソン完全密着取材 |
| 5                                                                                          | 11月13日 | 演歌グルメ旅                                          |
| 6                                                                                          | 11月20日 | 私の好きな京都紅葉の旅                                |
| 7                                                                                          | 11月27日 | 愛と微笑のプリンセス物語                              |
| 8                                                                                          | 12月4日  | 東ちづる・久本雅美の女は度胸! みちのく露天ぶろの旅    |
| 9                                                                                          | 12月11日 | 世界のXマス料理でパーティー                           |
| （12月18日はANB制作『ミュージックステーションスーパーライブ』（19:30 - 21:54）のため休止） |          |                                                       |
| 10                                                                                         | 12月25日 | 探偵!ナイトスクープ爆笑クイズ                         |

（参考：1992年10月16日 - 12月25日各付けの「朝日新聞・縮刷版」ラジオ・テレビ欄）

## ネット局
系列は当時の系列。
| 放送対象地域   | 放送局             | 系列                          | 備考               |
| -------------- | ------------------ | ----------------------------- | ------------------ |
| 近畿広域圏     | 朝日放送           | テレビ朝日系列                | 制作局             |
| 関東広域圏     | テレビ朝日         | テレビ朝日系列                |                    |
| 北海道         | 北海道テレビ       | テレビ朝日系列                |                    |
| 青森県         | 青森朝日放送       | テレビ朝日系列                |                    |
| 宮城県         | 東日本放送         | テレビ朝日系列                |                    |
| 秋田県         | 秋田朝日放送       | テレビ朝日系列                |                    |
| 山形県         | 山形放送           | 日本テレビ系列 テレビ朝日系列 |                    |
| 福島県         | 福島放送           | テレビ朝日系列                |                    |
| 新潟県         | 新潟テレビ21       | テレビ朝日系列                |                    |
| 長野県         | 長野朝日放送       | テレビ朝日系列                |                    |
| 静岡県         | 静岡けんみんテレビ | テレビ朝日系列                | 現：静岡朝日テレビ |
| 石川県         | 北陸朝日放送       | テレビ朝日系列                |                    |
| 中京広域圏     | 名古屋テレビ       | テレビ朝日系列                |                    |
| 広島県         | 広島ホームテレビ   | テレビ朝日系列                |                    |
| 香川県・岡山県 | 瀬戸内海放送       | テレビ朝日系列                |                    |
| 福岡県         | 九州朝日放送       | テレビ朝日系列                |                    |
| 長崎県         | 長崎文化放送       | テレビ朝日系列                |                    |
| 熊本県         | 熊本朝日放送       | テレビ朝日系列                |                    |
| 鹿児島県       | 鹿児島放送         | テレビ朝日系列                |                    |